# Cesare Gamba
Cesare Gamba (Genova, 17 giugno 1851 – Genova, 19 agosto 1927) è stato un ingegnere, architetto e urbanista italiano.

## Biografia
Cesare Gamba nacque a Genova il 17 giugno del 1851. In un manoscritto autobiografico, Gamba conserva le memorie della sua vita: venti capitoli organizzati in una sorta di viaggio introspettivo che attraversa diversi aspetti, dall'attività professionale alla famiglia, al milieu sociale e culturale, ai ricordi personali. Figura eclettica, Gamba fu un uomo colto, politicamente impegnato, amante e studioso delle lingue straniere, cultore di diversi interessi in ambito artistico. La sua passione per la musica e il teatro lo portò a conoscere gli artisti e i musicisti più famosi dell'epoca, da Eleonora Duse a Sarah Bernhardt. Amante della montagna, fu tra i primi a raggiungere la vetta del Monte Bianco.
Laureatosi in ingegneria civile e architettura alla Regia scuola di applicazione per ingegneri di Torino, iniziò a lavorare presso lo studio tecnico dell'ingegnere genovese Cesare Parodi. Sono per lui anni di "proficua iniziazione tecnica" in cui, benché molto giovane, ebbe modo di collaborare a importanti progetti tra cui quello per l'ospedale Galliera.
Prese sede presso piazza Corvetto e abitazione in via Montesano, dove progettò lui stesso la propria villa. La figura professionale di Cesare Gamba è per lo più legata alla vicenda della costruzione di Via XX Settembre a Genova, un'operazione urbana molto vasta che lo vide indiscusso abile protagonista nei vari ambiti dell'intervento (fra cui Coppedè, Pesce Maineri, Cannovale, Rovelli, Carbone, Orzali, Cuneo, Croce, Giuseppe Tallero, G. B. Carpineti, i fratelli Celle e altri): da quello finanziario a quello tecnico e progettuale. La creazione di un nuovo asse viario e la conseguente sistemazione di Piazza De Ferrari, la realizzazione del Ponte Monumentale e il collegamento tra la zona di Carignano e quella dell'Acquasola, furono i principali interventi previsti dalla grande operazione di trasformazione urbanistica affidata all'ingegnere Gamba.
Sono suoi anche i numerosi studi di questo periodo relativi alla viabilità cittadina (1914), il piano residenziale per la zona di Albaro (1900 - 1903) e lo studio per il porto industriale di Sestri Ponente (1917). A lui si deve anche il progetto e la realizzazione del Palazzo della Navigazione Generale Italiana, completato nel 1924 e conosciuto poi come Palazzo della Regione Liguria.
Cesare Gamba morì a Genova il 19 agosto 1927. La moglie Anna Cabella, nella targa che fece intagliare al cimitero monumentale di Staglieno, lo ricordò con questa incisione: «ingegnere, architetto, riedificatore della sua Genova, artista, musicista, alto intelletto e nobile spirito, custodì il patrimonio di rettitudine affidatogli dai genitori».